# Atopotrophos victorovi
Atopotrophos victorovi är en stekelart som beskrevs av Dmitriy R. Kasparyan 1975. Atopotrophos victorovi ingår i släktet Atopotrophos och familjen brokparasitsteklar. Inga underarter finns listade.